# Titularbistum Scardona
Scardona ist ein Titularbistum der römisch-katholischen Kirche.
Es geht zurück auf ein früheres Bistum in der römischen Provinz Dalmatia bzw. Dalmatia Inferior in der Stadt Skradin, das der Kirchenprovinz Salona zugeordnet war. Letzter Bischof war Jean Dominique Altei, der 1808 starb. Im Jahr 1813 wurde das Bistum aufgehoben und das Territorium dem Bistum Šibenik angeschlossen. 1969 wurde es von Papst Paul VI. als Titularsitz erneuert.
| Titularbischöfe von Scardona |                               |                                                                          |                  |                   |
| Nr.                          | Name                          | Amt                                                                      | von              | bis               |
| 1                            | Cândido Lorenzo González OdeM | Prälat von São Raimundo Nonato (Brasilien)                               | 5. Dezember 1969 | 26. Mai 1978      |
| 2                            | Anthony Michael Pilla         | Weihbischof in Cleveland Apostolischer Administrator von Cleveland (USA) | 30. Juni 1979    | 13. November 1980 |
| 3                            | Jude Saint-Antoine            | Weihbischof in Montréal (Kanada)                                         | 20. März 1981    | 10. Dezember 2023 |
| 4                            | Andrej Snoska                 | Weihbischof in Pinsk (Belarus)                                           | 19. Juli 2024    |                   |